# Until eternity
Unitl eternity is het vierde studioalbum van mastermind uit New Jersey. Het is het eerste album dat volledig werd ondersteund door het kleine platenlabel Cyclops Records uit Londen. Dat heeft tot gevolg gehad dat de productie van een betere kwaliteit was, het slagwerk is bijvoorbeeld meer naar voren gehaald. Aangezien de heren Berends alles is eigen hand wilden houden, bleef de zangpartij een zwakke schakel in het geheel. Bill Berends tekende ook weer voor de platenhoes.

## Musici
- Bill Berends – gitaar, gitaarsynthesizer, synthesizer, basgitaar
- Rich Berends – slagwerk, percussie

Live uitgebreid met
- Phil Antolino – basgitaar.

## Muziek
Alle muziek en teksten zijn van Bill Berends, aldus het boekwerkje. Later gaf Bill Berend toe dat in Until eternity aan het slot een fragment te horen is uit Appalachian Spring van Aaron Copland. Masterminds voorbeeld Emerson, Lake & Palmer maakte ook diverse malen (Hoe down en Fanfare for the common man) gebruik van muziek van deze Amerikaanse componist.

| Nr. | Titel               | Duur  |
| --- | ------------------- | ----- |
| 1.  | Under the wheels    | 6:45  |
| 2.  | Inferno             | 4:00  |
| 3.  | Dreaming            | 3:40  |
| 4.  | The tempest         | 9:30  |
| 5.  | As it is in heaven  | 4:30  |
| 6.  | Jubilee             | 4:00  |
| 7.  | Too much to ask for | 6:35  |
| 8.  | Until eternity      | 13:40 |